# Рапп, Эдуард Рейнгольдович
Эдуард Рейнгольдович Рапп (род. 7 марта 1951, Омск, Омская область, РСФСР, СССР) — советский трековый велогонщик, один из сильнейших советских спринтеров. Двукратный и первый советский чемпион мира в гите на 1000 метров. Участник Олимпийских игр 1972 и 1976 года. Заслуженный мастер спорта СССР (1971), рекордсмен СССР.

## Биография
Родился 7 марта 1951 года. Воспитанник детской спортивной школы № 8 города Омска, которую впоследствии возглавил в 1989 году.
На Олимпиаде 1972 года занял 8 место в гите на 1000 метров.
На Олимпийских играх 1976 года, во время состязаний по гиту на 1000 метров Рапп стартовал, но посчитав, что совершил фальстарт (которого на самом деле не было), прекратил гонку, за что был дисквалифицирован.
Тренером Эдуарда Раппа был Геннадий Николаевич Павлухин.
Окончил Омский институт физической культуры в 1977 году.
С 1977 по 1987 год служил в рядах Советской армии.

## Достижения
1971
- 1-й  Чемпионат мира — гит на 1000 м
- Спартакиада народов СССР:
  - 1-й  — гит на 1000 м
  - 2-й  — командная гонка преследования

1972
- 1-й  Чемпион СССР — гит на 1000 м
- 1-й  Чемпион СССР — командная гонка преследования
- 8-й Олимпийские игры — гит на 1000 м

1973
- 2-й  Чемпионат мира — гит на 1000 м

1974
- 1-й  Чемпионат мира — гит на 1000 м
- 1-й  Чемпион СССР — гит на 1000 м
- 1-й  Чемпион СССР — командная гонка преследования

1975
- 1-й  Спартакиада народов СССР — гит на 1000 м
- 2-й  Чемпионат мира — гит на 1000 м

1976
- 1-й  Чемпион СССР — гит на 1000 м

1977
- 1-й  Чемпион СССР — гит на 1000 м

1979
- 1-й  Спартакиада народов СССР — гит на 1000 м (рекорд соревнований[3])
- 3-й  Чемпионат мира — гит на 1000 м